# Telstar 301
O Telstar 301 (Também conhecido por Arabsat 1E) era um satélite de comunicação geoestacionário construído pela Hughes. Ele esteve localizado na posição orbital de 96 graus de longitude oeste e foi operado pela AT&T. O satélite era baseado na plataforma HS-376 e sua expectativa de vida útil era de 10 anos. O Telstar 301 foi desativado em setembro de 1996.

## Lançamento
O satélite foi lançado com sucesso ao espaço no dia 28 de julho de 1983, por meio de um veículo Delta 3920, a partir da Estação da Força Aérea de Cabo Canaveral, na Flórida, EUA. Ele tinha uma massa de lançamento de 1.140 kg.

## Capacidade e cobertura
O Telstar 301 era equipado com 24 transponders em banda C para prestar serviço de telecomunicação para a América do Norte.